# Typhlodromus kenyae
Typhlodromus kenyae är en spindeldjursart som beskrevs av Zannou, Moraes och Oliveira 2008. Typhlodromus kenyae ingår i släktet Typhlodromus och familjen Phytoseiidae. Inga underarter finns listade i Catalogue of Life.